# 13425 Waynebrown
13425 Waynebrown eller 1999 VR22 är en asteroid i huvudbältet som upptäcktes den 15 november 1999 av den amerikanske astronomen Charles W. Juels vid Fountain Hills-observatoriet. Den är uppkallad efter Wayne Brown.
Asteroiden har en diameter på ungefär 12 kilometer.